# Porto Sant'Elpidio
Porto Sant'Elpidio è un comune italiano di 25 792 abitanti della provincia di Fermo nelle Marche. È il secondo comune più popoloso della provincia dopo il capoluogo.

## Geografia fisica

### Territorio
(Ivo Pannaggi, Reteadriatica)
Porto Sant'Elpidio si trova a 4 m s.l.m. ed è il penultimo (39º) Comune più basso e il 14° più esteso nella provincia di Fermo. Il suo tessuto urbanistico si è principalmente sviluppato in linea con il litorale marino, seguendo i due principali assi viari costieri: la strada statale 16 Adriatica e la linea ferroviaria adriatica. La città di diffonde lungo i 7 km di costa marina, delimitata a nord e a sud rispettivamente dai fiumi Chienti e Tenna.
A seguito del forte aumento demografico degli ultimi anni, lo sviluppo sta proseguendo sui bassi declivi che salgono in collina e sulle colline stesse; le frazioni Corva e Cretarola popolano, infatti, le alture più rilevanti del territorio cittadino. I comuni confinanti più vicini sono Civitanova Marche (6,2 km) e Sant'Elpidio a Mare (6,6 km), mentre i più distanti sono Pedaso (18,9 km), Magliano di Tenna e Francavilla d'Ete (entrambi 19,3 km).
Le colline del territorio, strette e allungate verso il mare, sono percorse da sei fossi: "Fonte di Mare" e "Il Castellano", che nascono a Sant'Elpidio a Mare e attraversa il Comune per 1,3 km, "Fonteserpone", "L'Albero", "Il Palo" e "L'acqualato". Cinque di loro sfociano nel mare Adriatico, mentre L'Acqualato nel Tenna.

### Clima
Secondo lo studio effettuato con l'utilizzo di ERA-5, un sistema di rianalisi atmosferica del Centro europeo per le previsioni meteorologiche a medio termine, dal 1979 al 2022 la temperatura media di Porto Sant'Elpidio è aumentata di circa 1 °C a causa del surriscaldamento globale.
| Dati meteo                 | Mesi | Mesi | Mesi | Mesi | Mesi | Mesi | Mesi | Mesi | Mesi | Mesi | Mesi | Mesi | Stagioni | Stagioni | Stagioni | Stagioni | Anno |
| Dati meteo                 | Gen  | Feb  | Mar  | Apr  | Mag  | Giu  | Lug  | Ago  | Set  | Ott  | Nov  | Dic  | Inv      | Pri      | Est      | Aut      | Anno |
| -------------------------- | ---- | ---- | ---- | ---- | ---- | ---- | ---- | ---- | ---- | ---- | ---- | ---- | -------- | -------- | -------- | -------- | ---- |
| T. max. media (°C)         | 9,5  | 9,9  | 12,7 | 15,8 | 20,2 | 24,8 | 27,5 | 27,5 | 23,0 | 18,9 | 14,5 | 10,8 | 10,1     | 16,2     | 26,6     | 18,8     | 17,9 |
| T. media (°C)              | 6,7  | 6,8  | 9,4  | 12,8 | 17,1 | 21,7 | 24,3 | 24,2 | 20,0 | 16,1 | 11,9 | 8,1  | 7,2      | 13,1     | 23,4     | 16,0     | 14,9 |
| T. min. media (°C)         | 3,9  | 3,6  | 5,9  | 9,2  | 13,4 | 17,7 | 20,3 | 20,5 | 16,8 | 13,2 | 9,3  | 5,4  | 4,3      | 9,5      | 19,5     | 13,1     | 11,6 |
| Precipitazioni (mm)        | 57   | 55   | 61   | 57   | 51   | 32   | 24   | 33   | 59   | 60   | 76   | 75   | 187      | 169      | 89       | 195      | 640  |
| Giorni di pioggia          | 7    | 7    | 7    | 7    | 5    | 4    | 3    | 4    | 6    | 6    | 8    | 9    | 23       | 19       | 11       | 20       | 73   |
| Umidità relativa media (%) | 77   | 76   | 76   | 76   | 75   | 70   | 65   | 68   | 72   | 78   | 78   | 77   | 76,7     | 75,7     | 67,7     | 76       | 74   |

## Origine del nome
Il nome "Porto Sant'Elpidio" è l'unione del termine "porto", struttura dedicata alle imbarcazioni, e Sant'Elpidio a Mare, il Comune che, prima del 14 novembre 1952, controllava amministrativamente l'attuale porzione di territorio. In alcune mappe geografiche, prima della suddivisione amministrativa, il Comune è segnato come "Porto di Sant'Elpidio". La prima documentazione della presenza del porto risale all'886, quando il vescovo Teodicio concede le imposte all'imperatore del Sacro Romano Impero Carlo il Grosso. Durante il corso della storia, Porto Sant'Elpidio ha avuto due porti, il Porto vecchio situato alla foce del Castellano, e il Porto nuovo sul Fosso di San Alpidio. Nel 1035 in un documento che tratta di donazione di beni si legge la dicitura "Porto di Sancto Elpidio Maiore", mentre nel 1247 il Rettore della Marca Anconitana, concederà alla comunità un porto, decisione confermata poi da Innocenzo IV per mezzo del cardinale Raniero Capocci. Dell'epoca medioevale si ritrovano mappe in cui già nel 1500-1600 si legge di un piccolo paesino sulla costa, col nome di "Porto San Lupidio", con mare pescoso e poco lontano dal castrum Castri, fortezza militare andata distrutta in epoca medievale.

## Storia
Porto Sant'Elpidio è stato istituito come comune autonomo il 14 novembre 1952, data dalla suddivisione amministrativa della città di Sant'Elpidio a Mare nel secondo dopoguerra. Prima del 1952, Porto Sant'Elpidio era considerato il porto del vecchio comune, infatti la sua posizione nei pressi dell'Adriatico favoriva gli scambi commerciali verso l'est Europa, tra cui la Grecia, come ci riporta Plinio il Vecchio nella Naturalis Historia. Grazie ad alcuni scavi effettuati nei primi anni del XX secolo, nella zona interna del comune (Fonteserpe, Pescolla, Pian Di Torre) si sono trovati molti reperti archeologici importanti, che confermano la presenza di alcune sepolture villanoviane. Il documento cartografico stradale romano, conosciuto come Tabula Peutingeriana, parla di un nucleo abitato sulla costa adriatica tra il fiume Chienti e Fermo, probabilmente riferendosi proprio a Porto Sant’Elpidio.
Nonostante il passare degli anni e la continua immigrazione dal Sud Italia, il paese è rimasto abbastanza piccolo fino al 1952, in cui ottiene l'indipendenza comunale da Sant'Elpidio a Mare, cambiando nome da "Porto di Sant'Elpidio a Mare" a "Porto Sant'Elpidio".
La stazione delle Ferrovie dello Stato ha favorito anch'essa un aumento fortissimo della popolazione e dell'immigrazione da Sud. Un evento legato alla ferrovia è stato quello della visita alla città del principe Umberto I di Savoia. Il suo nome viene ricordato in un tratto della Strada Statale 16 che attraversa completamente il comune.
Un altro evento di importanza fu l'alluvione avvenuta tra il 5 e il 6 settembre 1959, quando una perturbazione di origine atlantica colpì duramente le Marche, concentrandosi principalmente a Porto Civitanova e Porto Sant'Elpidio. Le piogge torrenziali gonfiarono i letti dei fossi presenti e dei fiumi Tenna e Chienti, che impedirono il corretto andamento delle acque. L'assoluta mancanza di una rete fognaria inasprì il problema. In poco più di un giorno una grossa quantità di fango e acqua invase le strade, impedendo l'arrivo degli scarsi soccorsi e distruggendo moltissime case povere, oltre a rendere molti raccolti inutilizzabili. La ripresa da quel disastro fu lenta, ma la vita ricominciò poco tempo dopo.

### Simboli
(DPR del 19 maggio 1965)
Lo stemma di Porto Sant'Elpidio è relativamente recente. È uno scudo sannitico: la parte superiore presenta il mare, con una barca a vela molto semplice (una paranza che rappresenta l'antico lavoro del pescatore) e il sole che sorge (che rappresenta il paese nato da poco). In punta, su fondo rosso è raffigurata un'ape che rappresenta la laboriosità del paese. Sopra lo scudo c'è la corona a cinque torri (che rappresenta il Comune) che è stato approvato nel 19 maggio 1965 al posto della corona a 9 merli dopo l'indipendenza da Sant'Elpidio a Mare. Inferiormente allo scudo c'è la scritta latina In litore fulget ossia "Splende sulla spiaggia", a indicare la costa del paese.

## Monumenti e luoghi d'interesse
- Santuario di Santa Maria Addolorata: edificata nel 1548, originariamente chiesa rurale, divenne nel 1745 Cappellina Curata. In seguito a un fatto miracoloso, che sarebbe avvenuto nel 1829[12], e all'impegno del parroco don Giuseppe Benvignati (Don Pino), fu eletta Santuario Mariano.
- Chiesa Sacro Cuore
- Chiesa Madonna della Fiducia. Edificata nel 1789.
- Chiesa Santissima Annunziata
- Chiesa San Pio X
- Torre dell'orologio; le prime testimonianze di una torre di avvistamento si hanno nel 1335, venne completata nel 1560 grazie all'intervento di Papa Pio IV perché riteneva strategica una torre di avvistamento per proteggere la popolazione dalle frequenti incursioni dei pirati ottomani. La costruzione conserva all'interno una mostra archeologica che conserva reperti che risalgono all'età del ferro. Gli oggetti che conserva risalgono al IX a.C. e sono i più antichi rinvenuti nella regione Marche.
- Villa Murri: dimora storica, edificata nei primi anni del XIX secolo dai conti Sinibaldi, passò verso il 1880 ai conti Maggiori di Fermo e nel 1920 alla famiglia Murri, che nel 1953 la vendette al comune. Il regista italiano Mauro Bolognini vi ambientò la scena finale del film "Fatti di gente perbene", ispirato alla vera storia di alcuni membri della famiglia Murri che la abitarono.
- Villa Maroni: dimora dell'omonima famiglia di proprietari terrieri nel quartiere Corva.
- Villa Baruchello: dotata di uno splendido parco con rare essenze arboree; ristrutturata, è sede di intensa attività culturale convegnistica.
- Villa Fanny: è una delle tante case di proprietari terrieri che possedevano le terre dopo la dinastia dei Maroni nei quartieri Corva e Fonteserpe.
- Lido tre case: situata nella parte settentrionale del litorale è luogo di particolare interesse dal punto di vista naturalistico.
- Cineteatro Moderno: situato nel centro cittadino: costruito negli anni Trenta del XX secolo, è stato attivo fino ai primi anni ottanta.
- Teatro delle api

## Società

### Evoluzione demografica
Abitanti censiti

Il Comune di Porto Sant'Elpidio non ha avuto mai una popolazione solo locale, degli originari elpidiesi non sono rimaste molte persone: infatti il comune, con la costruzione del Concimificio FIM e la presenza di terreni agricoli ancora fertili hanno attirato molte persone da tutta Italia, permettendo un forte scambio culturale e quindi una modifica della popolazione. Il Comune ospita molti immigrati stranieri provenienti soprattutto da Cina, India e coste Africane.

### Etnie e minoranze straniere
Al 31 dicembre 2023 la popolazione straniera è di 3.491 persone, pari al 13,53% della popolazione.

## Associazioni
La «Casa del Volontariato» ospita tutte le principali associazioni di volontariato presenti nel territorio comunale. L'associazione capofila è la P.A. Croce Verde, sezione «Sandro Garbini».

## Cultura
- Teatro delle Api inaugurato nel 2006, di cui è direttore artistico Neri Marcorè. Nella stagione estiva vi si svolge il festival internazionale di teatro per ragazzi "I teatri del mondo".

## Economia
Fino al XVI secolo, l'attività l'economia si basava principalmente sul commercio e l'attività portuale, con scambi attivi verso le altre coste dell'Adriatico e la Dalmazia. Con la proibizione della vendita del grano, divieto emanato con editto pontificio del 1697 di Innocenzo XII, l'economia subì un grave danno, riprendendosi solamente nel 1738. Nel XIX secolo si concentra principalmente sul commercio del legno, per poi decadere e lasciare spazio alla pesca. Agli inizi del Novecento la costruzione del Concimificio FIM ha creato un notevole incremento della produzione e dell'economia locale, che precedentemente era basata soprattutto su pesca e agricoltura.
Un primissimo e rilevantissimo contributo all'economia del Porto venne dalla nobile aristocratica Costanza Maggiori, figlia del conte Giovanni Maggiori Colonna, discendente del nobilissimo casato di origine corsa che annovera come capostipite Ugo Colonna (Principe di Corsica), che la tradizione fa discendere da Gaio Giulio Cesare attraverso la linearità dei Conti di Tuscolo dalle gens Julia. Costanza fu latifondista e fondatrice della banca del paese, poi inglobata nella Cassa di Risparmio di Fermo, i suoi possedimenti si estendevano in passato su quasi la totalità del paese. Tra i nipoti di Costanza ricordiamo l'industriale romano Enzo Benigni. Si è sviluppata l'industria calzaturiera, mentre il settore agricolo ha diminuito la sua importanza.
L'industria calzaturiera contribuisce a circa il 70% dell'economia del paese, contando i marchi più prestigiosi della moda italiana come Loriblù, Le Silla, Malloni e molti altri. In alcune zone del quartiere a sud (chiamato Faleriense) viene ancora praticata in misura ridotta la pesca. In sviluppo il settore turistico estivo e balneare.

## Infrastrutture e trasporti

### Pista ciclabile
Sulla costa esiste già un tratto di ciclabile facente parte della realizzanda Ciclovia Adriatica, che una volta completata andrà a collegare tutte le località della costa adriatica. Molto importanti sono la statale che attraversa il paese e la ferrovia della linea adriatica. La città è stata dotata di un'uscita autostradale con annesso casello e può contare anche su un servizio di bus navetta atto a servire tutte le zone della città.

## Amministrazione

Il gonfalone comunale

| Periodo          | Periodo          | Primo cittadino        | Partito                                                    | Carica  | Note   |
| ---------------- | ---------------- | ---------------------- | ---------------------------------------------------------- | ------- | ------ |
| 26 luglio 1989   | 6 giugno 1993    | Pietro Spina           | Partito Comunista Italiano                                 | Sindaco | [ 15 ] |
| 6 giugno 1993    | 27 aprile 1997   | Valeria Montecassiano  | Partito Democratico della Sinistra                         | Sindaco | [ 15 ] |
| 27 aprile 1997   | 13 dicembre 1998 | Paolo Petrini          | Partito Democratico della Sinistra Democratici di Sinistra | Sindaco | [ 15 ] |
| 13 dicembre 1998 | 24 maggio 2003   | Paolo Petrini          | Democratici di Sinistra                                    | Sindaco | [ 16 ] |
| 25 maggio 2003   | 14 aprile 2008   | Mario Andrenacci       | Democratici di Sinistra Partito Democratico                | Sindaco | [ 16 ] |
| 15 aprile 2008   | 9 giugno 2013    | Mario Andrenacci       | Partito Democratico                                        | Sindaco | [ 17 ] |
| 10 giugno 2013   | 25 giugno 2018   | Nazareno Franchellucci | Partito Democratico                                        | Sindaco | [ 15 ] |
| 25 giugno 2018   | 29 maggio 2023   | Nazareno Franchellucci | Partito Democratico                                        | Sindaco | [ 15 ] |
| 29 maggio 2023   | in carica        | Massimiliano Ciarpella | Fratelli d'Italia                                          | Sindaco | [ 15 ] |

### Altre informazioni amministrative
Fa parte della Zona Territoriale n. 11 di Fermo dell'Azienda Sanitaria Unica Regionale delle Marche (in sigla Z.T. n. 11 - A.S.U.R. Marche).
È sede del Distretto Sanitario n° 1, comprendente anche i comuni di Sant'Elpidio a Mare e di Monte Urano.

## Sport

### Nuoto
Nella piscina comunale ubicata in via Faleria si svolgono periodicamente gare di nuoto.

### Calcio
La squadra di calcio del Porto Sant'Elpidio milita in Eccellenza, le altre squadre sono: Pinturetta Falcor (Prima Categoria), Vis Faleria (Seconda Categoria), Recreativo Porto Sant'Elpidio (Seconda Categoria), Corva 2008 (Terza Categoria) e Nuova Faleria calcio (Terza Categoria).

### Ciclismo
Il 28 maggio 1992 la 4ª tappa del Giro d'Italia 1992 si è conclusa a Porto Sant'Elpidio con la vittoria di Mario Cipollini. A distanza di circa 20 anni, esattamente l'11 maggio 2012, la corsa ciclistica torna nella cittadina rivierasca, concludendosi sul lungomare con la vittoria di Miguel Rubiano Chavez. In occasione del Giro d'Italia 2020, il 14 ottobre la cittadina divenne sede di partenza della tappa giunta a Rimini con la vittoria di Arnaud Démare.

### Basket
La più importante realtà sportiva cittadina è senza dubbio il Porto Sant'Elpidio Basket, sponsorizzato dalla Malloni S.P.A., che nel 2002 è stato promosso nel campionato nazionale di B2 e vanta un notevole seguito di pubblico. Dopo la riforma dei Campionati di Basket dalla stagione 2015-16 partecipa regolarmente in Serie B (il 3º Campionato italiano di Basket). Il lungomare nord in via Trieste il playground basket consente a tutti gratuitamente di potersi allenare in questo sport.

### Baseball
Nel 1965 nasce la prima formazione di quella che è ancora oggi la squadra PSE. Il Nuovo Diamante Adriatico Renzi-Santarelli ha accolto nel 2015 i festeggiamenti per i primi 50 anni della squadra.

### Tennis
I campi da tennis di via Milano ospitano gare locali di tennis e padel.

### Motori
Nel 2000 e nel 2001 il moto club di Porto Sant'Elpidio ("Moto Club Centauro", fondato nel 1949) partecipò al motomondiale classe 125 con il pilota concittadino Alessandro Brannetti. Il moto club risulterebbe essere la seconda Società sportiva cittadina in ordine di longevità e ancora in attività, dopo la squadra di calcio (1947).

### Altri sport
Da ben 5 anni in questa cittadina si svolgono i campionati italiani di Aquathlon e Triathlon e anche il "TRIKIDS CUP".